# Lego Friends

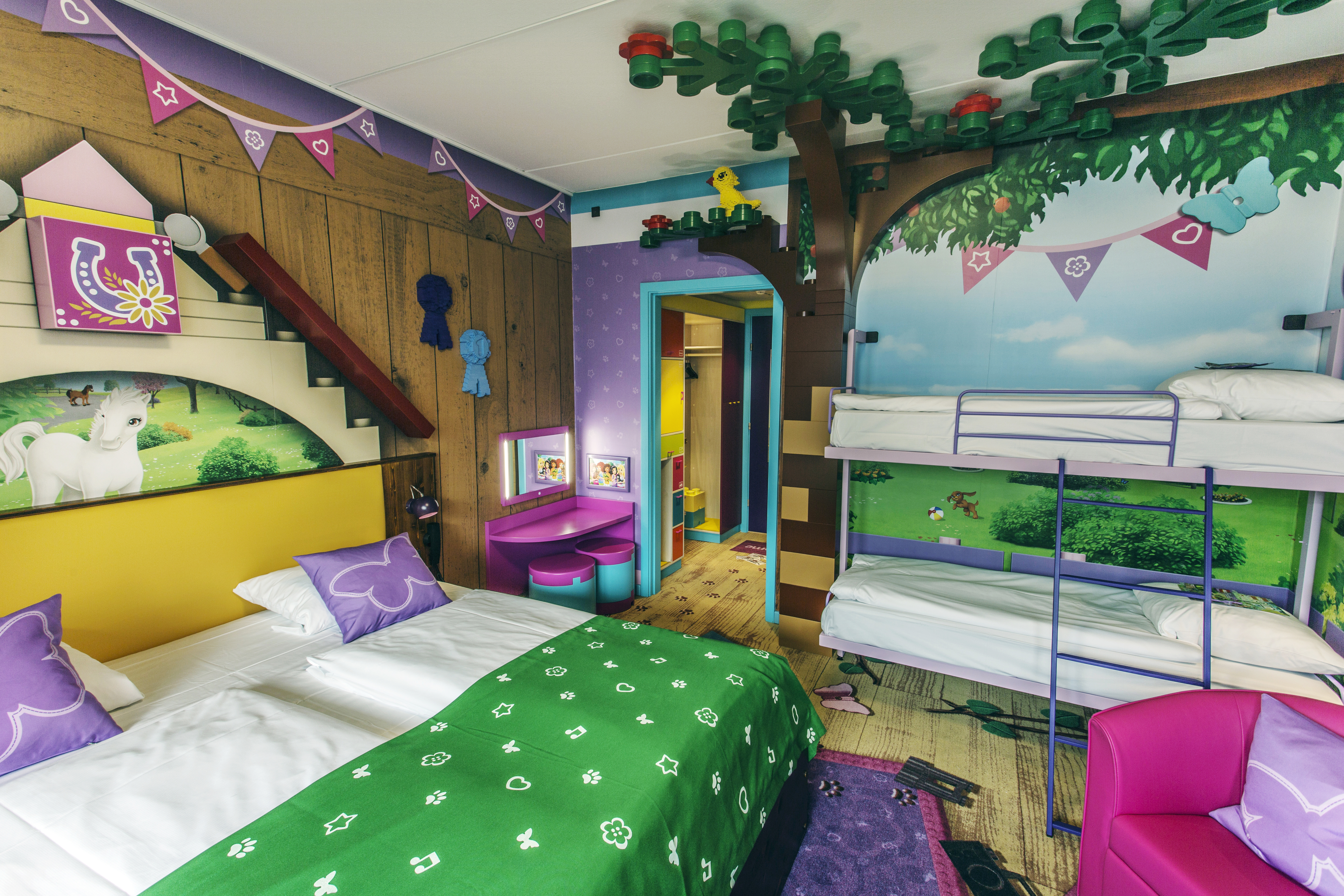
Habitación Lego Friends en el Hotel Legoland del parque de atracciones Legoland Billund Resort en Dinamarca.

Lego Friends (traducción al español: "Amigas de Lego") es una gama de productos de los juguetes de construcción Lego diseñados para atraer principalmente a las niñas. Introducido en 2012, el tema incluye figuras únicas "mini-muñecas", que son aproximadamente del mismo tamaño que las minifiguras tradicionales pero son más detalladas y realistas. Los juegos incluyen piezas en esquemas de color rosa y morado y representan escenas de la vida suburbana situada en la ciudad ficticia de Heartlake City.
La gama de productos Lego Friends reemplaza el anterior tema orientado a la mujer de Lego "Lego Belville", que había estado en producción desde 1994, y contó con muñecas que eran mucho más grandes que los mini-ambas muñecas y minifiguras. Otras líneas de productos relacionados han incluido Ama de Casa (1971-1982), Paradisa (1991-1997) y Scala (1997-2001).

## Antecedentes
Lanzado el 1 de enero de 2012 en América del Norte (y 15 de diciembre de 2011, en Francia), la línea incluye 23 conjuntos y cuenta con cinco personajes principales - llamada Stephanie, Emma, Mia, Olivia y Andrea  - en diversos entornos suburbanos. En la primera oleada de juegos, los juegos más grandes incluyen ladrillos que pueden construir una clínica veterinaria, una cafetería de estilo de malta, un salón de belleza y una casa en los suburbios; conjuntos más pequeños incluyen un "convertible genial", un estudio de diseño, taller de inventor y de una piscina.
Una descripción de la página web de Lego declaró: "La historia se centra Lego Amigos en la vida cotidiana y las personalidades de cinco niñas en una ciudad natal de ficción llamado Heartlake City Cada uno de los amigos... tiene una personalidad e intereses distintos, tales como animales, artes escénicas, invención y diseño, que se reflejan en los modelos. Los juegos de construcción reflejan diferentes partes de la ciudad donde las aventuras de las niñas tienen lugar-centro, los suburbios, playa, zonas de acampada y montañas".
El lanzamiento de LEGO Friends se produjo después de 40 millones de dólares campaña de marketing global, de acuerdo con Bloomberg Businessweek. "Este es el lanzamiento estratégico más significativo que hemos hecho en una década", dijo el presidente ejecutivo de Lego Group Jørgen Vig Knudstorp. "Queremos llegar al otro 50 por ciento de los niños del mundo". De acuerdo con los chicos de la compañía compuesta de 90% de los clientes de Lego en 2011, antes del lanzamiento de la línea de Amigos.

### Personajes principales
- Stephanie (pelo rubio, ojos azules, piel de tono claro) - Una líder natural confiada, Stephanie es muy social, creativa y organizada. A ella le encanta la planificación de eventos, fiestas y fútbol. También le gusta hablar con la gente, escribir historias y bailar ballet también. Sus singulares colores son blanco, magenta y rosa claro, y su comida favorita son los pastelitos. Ella lleva una camisa blanca, falda de color magenta, y zapatillas de deporte a juego. Ella se ve que tiene una amienemiga llamado Tanya. Ella es muy con los pies en la tierra, ella es hermosa.

- Olivia (pelo castaño, ojos marrones claros, piel de tono claro) - Olivia es la protagonista principal de la serie. Ella es una ambientalista, ya que disfruta de la ciencia, la naturaleza y la historia. También le gusta inventar, senderismo, tomar fotografías, la escuela y el dibujo. Ella también es una cuidadora de un potro recién nacido. Sus singulares colores son rosa, púrpura y blanco. Ella lleva una camisa rosa, falda púrpura y zapatillas de ballet de color rosa. Ella también parece estar enamorada de un chico llamado Jacob. Ella es muy inteligente y se concentrada, sin embargo, a veces torpe.

- Emma (pelo negro, ojos verdes, piel de tono claro) - La fashionista del grupo, Emma es una chica muy elegante y de moda que ama el estilo. Como se muestra en los sets que aparece, ella disfruta el diseño de moda, fabricación de joyas, diseño de interiores, cambios de imagen, equitación Inglesa y karate. Su principal color es el color púrpura, pero es vista con tonos de rosa también. Lleva una camisa de color púrpura, falda azul marino, y zapatos de tobillo lila. Ella está muy de moda, pero a veces olvidadiza y no puede hablar por sí misma.

- Mia (pelo rojo, ojos de color ámbar marrón, piel de tono ligero, pecas) - La amante de los animales del grupo, Mia es también una vegetariana. A ella le gusta cuidar y pasar tiempo con los animales. También se destaca en los deportes, los capacitación de animales y tocar tambores, y disfruta de equitación Inglesa, camping y trucos de magia. Sus singulares colores son azul claro, verde y morado. Ella lleva una camisa azul, pantalones de carga verdes y sandalias moradas. Ella es muy cariñosa y atlética.

- Andrea (pelo marrón oscuro, ojos verdes, piel de tono oscuro) - La música del grupo, Andrea es una cantante talentosa y genial en que compone sus propias canciones. A ella le encanta todo lo relacionado con la música: cantar, tocar el piano, el baile, y el drama / teatro, pero también es una gran cocinera, ya que trabaja en una cafetería, así como una amante de los conejitos. Ella normalmente usa ropa de color claro. Ella lleva una camisa amarilla, falda de color azul claro, y zapatos de tobillo rojo-violeta. Ella es vista práctica, sin embargo, a veces, demasiado dramática.

### Otros personajes
- Andrew (pelo rubio, ojos azules, piel de tono claro) - Uno de los amigos de Mia, él es el capitán y viene con el crucero de delfines. Está vestido con una chemisse camisa azul celeste y pantalones cortos, color azul marino, calza zapatos de color azul y blanco.

- Anna (pelo marrón oscuro, ojos azules, piel de tono claro) - la madre de Olivia y la esposa de Pedro. Ella lleva una camisa de índigo con un collar lila, falda larga de color rojo, y rojo pisos-dedo del pie abierto. Ella es amable, cariñoso y ama Olivia.

- Chloe (pelo negro, ojos verdes, piel de tono oscuro) - uno de los amigos de Mia.

- Christina (pelo rubio, ojos verdes oscuros, piel de tono claro) - un amante de la Navidad que parece ser amigo de Olivia. Su traje de invierno consiste en un jersey de cuello rojo con un collar hinchada blanca, falda a juego y leggings de color rojo y botas negras con calcetines blancos.

- Danielle (pelo largo y rubio, ojos marrones oscuros, piel tono ligero) - Danielle es un cliente en casa de Heartlake Downtown Bakery, ella es muy buena onda y es la mejor amiga de Stephanie y Emma, viste franelilla color lila, con estampado de flores y falda corta azul oscuro, calza sandalias moradas.

- Ella (pelo negro, ojos castaños, piel de tono oscuro) - uno de los campistas / alumnos del Campamento de Verano de Equitación.

- Ewe (pelo rubio, ojos azules, piel de tono claro) - un amante de la Navidad que parece ser amigo de Mia. Su traje de invierno consiste en un jersey de cuello rojo con una bufanda blanca, falda a juego y leggings de color rojo y botas negras con calcetines blancos.

- Isabella (pelo largo y rubio, ojos verdes claros, piel de tono claro) - Isabella le gusta el helado y pasar un rato en la piscina, y ella es una amiga de Andrea.

- Jacob (marrón claro / pelo castaño, ojos azules, piel de tono claro) - Él es principalmente sólo en los webisodes. Jacob es amigo de todas las chicas, pero parece más cerca de Olivia. Él es visto con un polo celeste, pantalón azul marino, azul y zapatos blancos.

- Joanna (pelo trenzado negro, ojos de color marrón oscuro, el tono de piel oscuro) - Joanna es el dueño y trabajador en el Salón de mascotas que asiste al caniche blanco de Emma, Lady.

- Kate - (pelo negro largo, ojos marrones, piel de tono oscuro) Kate tiene una moto de agua y cuando ella va al muelle, se monta alrededor Heartlake City. A ella le gusta explorar el océano. Ella también es un amigo de Olivia, Stephanie, y Mia.

- Katharina (pelo rubio, ojos azules claros, piel tono ligero) - Ella prácticas montar a caballo con Mia, ya que ambos parecen como para competir competitivo montar a caballo Inglés. Su caballo uniforme es una chaqueta de montar negro con una camiseta blanca debajo, pantalones blancos y botas negras inglés.

- Lily (pelo negro de cola de caballo, ojos marrones claros, piel de tono claro), Lily se ve celebrando la Navidad con Stephanie.

- Liza (pelo largo y rubio, ojos azules, piel de tono claro) Liza se ocupa de los animales que viven en el rancho de la sol. A ella le gusta montar a caballo con su amiga Mia.

- Mateo (largo y ondulado cabello negro, ojos marrones, piel de tono oscuro) - Él va a la escuela en Heartlake alta junto con Stephanie, él también le gusta pintar. Stephanie parece tener un flechazo con él.

- Marie (pelo rubio, ojos castaños, piel tono ligero) - el propietario del City Park Café y jefe y compañero de trabajo de Andrea. Ella es una persona trabajadora y cocinero sensible y panadero. Su uniforme de trabajador consiste en una camisa de color rosa con un collar blanco y una falda a juego, usado con pisos de tobillo rojo-violeta.

- Maya (pelo negro, ojos marrones, piel de tono claro) - Invitado en el crucero de delfines y amiga Mia y de Andrew. Ella viene con un top blanco con flores en él y un pareo de color rosa alrededor de su cintura. Ella también lleva el azul marino y flip flops rosa.

- Ms Stephens (pelo marrón, gafas, ojos verdes, piel de tono claro) - Ella es el profesor de ciencias que trabaja en Heartlake alta.

- Naya (pelo largo y rubio ondulado, piel de tono claro) - Naya es un encargado del bar que trabaja en el Juice Bar Heartlake.

- Nicole (pelo negro, ojos de color verde oscuro, el tono de piel oscuro) - uno de los amigos de Olivia.

- Peter (pelo castaño / luz barba castaña, ojos marrones claros, piel de tono claro) - Padre de Olivia y el marido de Anna. Lleva una camisa blanca con una corbata de color rojo oscuro, pantalón azul oscuro y zapatos náuticos marrones. Al igual que Anna, que es amable, cariñoso y amoroso a Olivia.

- Robert (el cabello ondulado de color marrón oscuro, el tono de piel oscuro) - Robert asiste a los caballos que se preparan para la Heartlake Horse Show.

- Sarah (pelo castaño oscuro, ojos de color verde oscuro, piel de tono oscuro) - peluquería ser dueño / a trabajar en el salón de belleza de la mariposa, y también parece ser una vendedora hábil también. Ella lleva una camisa blanca, falda luz aqua, y pisos de tobillo rojo-violeta. Ella es una chica muy práctico que sabe cómo embellecer.

- Sophie (pelo marrón oscuro, ojos azules, piel de tono claro) - un veterinario que trabaja en el Centro de Animales y una tía de Olivia. Su uniforme de trabajador comprende una camisa aqua con un cuello blanco, falda de color rosa, y pisos blancos, con un sombrero pastillero. Ella se preocupa de varios tipos de animales.

- Theresa (pelo rojo, ojos pardos, piel tono ligero) - el instructor y maestro de la Riding Campamento de Verano. Su uniforme consiste en una camisa de aqua con cuello blanco, pantalones blancos y botas negras.

## Controversia
El lanzamiento de LEGO Friends generó controversia sobre su lanzamiento, con los críticos que afirman la línea cede a los estereotipos de género.
Una petición en el sitio web Change.org, iniciado por Zapatero Richards Bailey y Stephanie Cole del grupo activista Movimiento SPARK para exigir un fin a la sexualización de las mujeres y las niñas en los medios de comunicación, condenó los conjuntos y afirmó que LEGO estaba "vendiendo niñas." "¿Quién llena los comerciales de LEGO? Muchachos!" la petición leer. "Cuando en la tienda de juguetes puede usted encontrar creativa de LEGO original, construcción-centrado? El pasillo 'boy'!" La petición solicitaba a LEGO para poner fin a las prácticas de comercialización de género y comenzar a comercializar sus otras líneas de productos para las niñas. En la segunda semana de enero, más de 36.000 personas habían firmado la petición.
El grupo LEGO respondió a las críticas mediante la emisión de una declaración que indica que, en su investigación, hubo peticiones de madres y niñas para conjuntos más detalladas, minifiguras más realistas, una paleta de colores más brillantes, las oportunidades de juegos de rol y "una línea de la historia que lo harían encontrar interesante". Mads Nipper, vicepresidente ejecutivo de marketing, el Grupo LEGO, declaró además: "Queremos corregir cualquier interpretación errónea que LEGO Friends es nuestra única oferta para las niñas. Este no es en absoluto el caso. Sabemos que muchas chicas les encanta construir y jugar con la amplia variedad de productos de LEGO ya disponible. LEGO Friends se une a esta colección mundial de productos como otra opción tema a partir del cual los padres pueden elegir la mejor experiencia en la construcción de capacidad y el interés de sus hijos". de acuerdo con un sell-side analistas, los análisis de Lego encontraron que los niños y niñas juegan de manera diferente. "Cuando los niños construyen un conjunto de construcción, que van a construir un castillo, digamos, y que van a jugar con el producto terminado en el exterior. Cuando las niñas construyen juegos de construcción, que tienden a jugar en el interior".
Para febrero la petición Change.org había reunido más de 50.000 firmas, y LEGO aceptado la petición de SPARK para una reunión para discutir sus preocupaciones. La reunión tuvo lugar el 20 de abril de 2012. Dijo Bailey Zapatero Richards del evento, "Estamos encantados de que los representantes de LEGO expresan una pasión profunda para la creación de patrones de juego saludables para los niños, y esperamos verlos cumplir con nuestras expectativas en el año que viene".

## Ventas
Según NPR, Lego Friends son "uno de los mayores éxitos en la historia de Lego... La línea duplicó las expectativas de ventas en 2012, el año de su lanzamiento. Las ventas a niñas se triplicaron en tan sólo ese año."  El éxito ha hecho que otras empresas de juegos de construcción como Mega Bloks se introduzcan en las muñecas.

## Adaptaciones

### Libros
En español se pueden encontrar dos libros:
- Lego Friends. ¡Hola, Heartlake! (32 páginas, ISBN-13: 978-8491671992)
- Lego Friends. Preparados, listos, ¡a construir! (16 páginas, ISBN-13: 978-8491672012)

### Series de televisión

#### LEGO Friends (2013)
Serie de animación 3D de M2Entertainment para Netflix (en todo el mundo).

#### LEGO Friends (2014)
Serie de animación 2D de M2Entertainment.

#### LEGO Friends: Girls on a Mission (2018)
Chicas en una misión en España.
Serie de animación 3D de M2 Animation para Amazon Studio (en todo el mundo) y Disney Channel (fuera de EE.UU).

### Películas

#### Lego Friends: Girlz 4 Life (2016)
Lego Friends: Inseparables en España.